# موریس مولر
موریس مولر (انگلیسی: Maurice Müller؛ زادهٔ ۱۲ اوت ۱۹۹۲) بازیکن فوتبال اهل آلمان است.
از باشگاه‌هایی که در آن بازی کرده‌است می‌توان به باشگاه فوتبال نورنبرگ اشاره کرد.